# The Need for Speed
Road & Track Presents: The Need for Speed, lanzado en Japón como Road & Track Presents: Over Drivin', es un videojuego de carreras de automóviles deportivos de 1994, donde se compite en diferentes lugares del mundo. El juego contiene mucho realismo, con su audio y su bien logrado video, por lo que se distingue como unos de los mejores videojuegos de carreras del momento. Es la primera entrega de la saga de videojuegos Need for Speed.
La premisa del juego consiste en carreras de coches deportivos, incluyendo varios modelos exóticos e importados japoneses. El juego se destacó por su realismo y comentarios de audio y video. Electronic Arts se asoció con la revista automotriz Road & Track para diseñar al comportamiento de los vehículos, incluyendo la imitación de los sonidos de las palancas de cambios. El juego también contenía datos precisos del vehículo con comentarios hablados, varias imágenes de "estilo de revista" de cada interior y exterior del coche e incluso cortos videoclips que resaltaban los vehículos con algo de música.
The Need For Speed se lanzó más tarde en Japón como Over Drivin', con dos versiones con Nissan como patrocinador y la alineación de automóviles cambió a los modelos populares de Nissan. El 20 de diciembre de 1996 se lanzó como Over Drivin' GT-R para la Saturn, después el 10 de febrero de 1997 se lanzó como Over Drivin' Skyline Memorial para la PS1.

## Modo de juego
El juego incluyó circuitos cerrados y tres pistas punto a punto, cada una dividida en tres etapas. Para esta última etapa, vehículos de tráfico aparecen en las carreras. Las actividades policiales son también una mecánica de juego clave, ya que el jugador podría ser multado o arrestado después de que un coche de policía logre ponerse al frente del jugador. Los jugadores son arrestados si reciben un tercer boleto de policía, mientras que la versión de Sega Saturn sólo requiere de dos boletos para que el jugador sea arrestado. Completar los torneos (o ingresando un truco) desbloquea el modo "rally", donde la dinámica de los coches se cambia para hacer una experiencia más rápida o "arcade", así como el "Warrior PTO E/2" ("El guerrero") un vehículo ficticio propulsado por jet .
Cada coche en el juego vino con las especificaciones detalladas, la historia, los comentarios y los videos de la vida real, que también serían ofrecidos en los juegos subsecuentes en la serie, aunque esto fue omitido en juegos posteriores. Una función de repetición permitió al jugador ver una carrera guardada. Se ofrecieron varias vistas de cámara, velocidad de reproducción y navegación por video.
El modo multijugador consistió en un modo de carreras de dos jugadores de cabeza a cabeza, que requería computadoras conectadas vía módem.

## Desarrollo
Apareció en 1994, desarrollado por EA Canadá y publicado por Electronic Arts. Este juego contiene una forma de juego similar a la de Test Drive.
El juego fue lanzado para 3DO, DOS, PlayStation y Sega Saturn. Cabe señalar que cuando fue lanzado, ya se incluían persecuciones policiales. EA acudió a la revista Road & Track para plasmar al máximo el realismo, incluyendo el comportamiento del vehículo y sus característicos sonidos.
Hay un total de seis cursos en el juego: Ciudad, Costa, Alpine, Rusty Springs, Autumn Valley y Vertigo. Cada uno es un ambiente distintivo. City, Coastal y Alpine tienen tres secciones cada una, mientras que las otras son carreras de circuito.
Hay una pista extra en el juego, llamada Lost Vegas, que se puede desbloquear al ganar todas las pistas anteriores en modo torneo. Una bandera en la esquina inferior derecha de la imagen de la pista indica una victoria en el menú para ayudar al jugador a realizar un seguimiento del progreso.

## Coches
Hay 8 coches disponibles y un noveno coche secreto:

### Clase A
- Lamborghini Diablo VT
- Ferrari 512TR
- Warrior PTO E/2 (bonus)

### Clase B
- Dodge Viper RT/10
- Chevrolet Corvette ZR-1 (C4)
- Porsche 911 Carrera (993)

### Clase C
- Toyota Supra Turbo (Mark IV)
- Acura NSX
- Mazda RX-7 FD

Lista de coches de las ediciones Over Drivin' lanzadas para Japón:

### GT-R
- Nissan 180SX Type-X

- Nissan Fairlady 240ZG

- Nissan Fairlady 300ZX

- Nissan Skyline GT-R BCNR33

- Nissan Skyline GT-R BNR32

- Nissan Skyline GT-R KPGC110

- Nissan Skyline GT-R PGC10

- Nissan Silvia K's

### Skyline Memorial
- Nissan R390
- Nissan Skyline C211
- Nissan Skyline S50
- Nissan Skyline 2000GT-R KPC-10
- Nissan Skyline 2000GT-R KPC-110
- Nissan Skyline GTS-X R31
- Nissan Skyline GT-R R32
- Nissan Skyline GT-R R33
- Nissan Skyline HR31

## Recepción
The Need for Speed se lanzó con comentarios positivos. Los cuatro revisores de Electronic Gaming Monthly le dieron a la versión 3DO un promedio de 8.0, con dos de ellos dando al juego un 9.0 o superior. Elogiaron los gráficos y sonidos realistas del juego, el modo de juego adictivo y el uso excepcionalmente inteligente del video de movimiento completo. GamePro le dio una crítica muy buena, comentando que la selección de coches "dejará a los aficionados al coche babeando" y los gráficos realistas y el manejo de cada vehículo "infunden al juego con realismo y fascinante variedad". Expresaron su decepción por la falta de modo de dos jugadores, pero sintieron que la excepcionalmente desafiante AI compensa esto en gran medida.
Agregando el sitio web de revisión GameRankings, dio a la versión Saturn 95.00%, a la versión PC 83.00% y a la versión PlayStation 68.50%. La revista británica PC Power dio a la versión DOS una puntuación del 95%, elogiando el manejo del automóvil, los gráficos y la presentación en general, pero criticando los requisitos de hardware y el sonido. Jim Varner, de GameSpot, le dio al juego una calificación "excelente" de 8.3 / 10, citando: "Con su maravillosa atención al detalle, el diseño exótico del curso y el juego sencillo, este juego es un verdadero ganador. Lo mejor es poseer un auto deportivo de $ 200,000!". Los dos deportistas de Electronic Gaming Monthly aplaudieron la versión de PlayStation por sus carreras rápidas y excelentes controles. Air Hendrix argumentó en GamePro que "Con todas estas mejoras, [la versión de PlayStation] es prácticamente una secuela del juego 3DO, y juega como una". Hizo mención especial de los cursos adicionales, el freno de mano, las exhibiciones mejoradas, y la velocidad más rápida del juego. Otras revistas fueron más críticas, con PSM criticando los "gráficos intrusivos", y diciendo que "no es un juego inmediatamente agradable - las idiosincrasias sólo sirven para molestar." Máximum se quejó de que la conducción carece de intensidad y que los coches son Demasiado resistentes a los accidentes, aunque reconocieron que los gráficos son moderadamente impresionantes.
El juego alcanzó el número 5 en el gráfico de ventas del Reino Unido.

## The Need for Speed: Special Edition
En 1996, una edición de The Need for Speed, The Need for Speed: Special Edition, fue lanzado solamente en el CD-ROM de la PC, conteniendo las versiones MS-DOS y Windows 95. La versión de Windows 95 es compatible con DirectX 2 e IPX, e incluye dos nuevas pistas ("Transtropolis" y "Burnt Sienna") y varias mejoras en el motor del juego. Special Edition es el último juego de la serie Need for Speed para admitir MS-DOS, ya que las versiones posteriores de la PC sólo se ejecutan en Microsoft Windows 95 o superior. Todavía se puede ejecutar en las versiones de 32 bits y 64 bits de Windows XP y sistemas operativos Windows más recientes que utilizan DOSBox para la versión MS-DOS del juego.